# یوری مانین

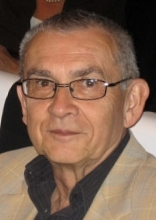
یوری ایوانوویچ مانین

یوری ایوانوویچ مانین ((به روسی: Ю́рий Ива́нович Ма́нин) (به انگلیسی: Yuri Ivanovich Manin)؛ ۱۶ فوریه ۱۹۳۷ – ۷ ژانویه ۲۰۲۳) ریاضی‌دان روس بود که برای کارهایش در هندسه جبری و هندسه دیوفانتین و بسیاری کارهای توضیحی از منطق ریاضیاتی گرفته تا فیزیک نظری شناخته شده است. به علاوه، مانین یکی از نخستین کسانی بود که ایده کامپیوتر کوانتومی را در سال ۱۹۸۰ با کتابش با عنوان قابل محاسبه و غیرقابل محاسبه (به انگلیسی: Computable and Uncomputable) پیشنهاد داد.